# Шашечная доска
|   | a  | b  | c  | d  | e  | f  | g  | h  |   |  |
| 8 | a8 | b8 | c8 | d8 | e8 | f8 | g8 | h8 | 8 |  |
| 7 | a7 | b7 | c7 | d7 | e7 | f7 | g7 | h7 | 7 |  |
| 6 | a6 | b6 | c6 | d6 | e6 | f6 | g6 | h6 | 6 |  |
| 5 | a5 | b5 | c5 | d5 | e5 | f5 | g5 | h5 | 5 |  |
| 4 | a4 | b4 | c4 | d4 | e4 | f4 | g4 | h4 | 4 |  |
| 3 | a3 | b3 | c3 | d3 | e3 | f3 | g3 | h3 | 3 |  |
| 2 | a2 | b2 | c2 | d2 | e2 | f2 | g2 | h2 | 2 |  |
| 1 | a1 | b1 | c1 | d1 | e1 | f1 | g1 | h1 | 1 |  |
|   | a  | b  | c  | d  | e  | f  | g  | h  |   |  |

Нотация полей в бразильских шашках

Шашечная доска (устар. шашечница) — игровое поле для игры в шашки. Представляет собой набор квадратов (клеток), располагающихся рядом друг с другом в виде квадратной сетки. Клетки бывают двух цветов: традиционно это чёрный (тёмный) и белый (светлый) цвета, но могут быть любыми другими, главное — чтобы они легко визуально отличались между собой. Каждая клетка, в зависимости от своего месторасположения на поле, соединена своими сторонами с другими 2, 3 или 4 клетками, противоположными по цвету.
Шашечные доски могут быть различных размеров, в зависимости от вида игры в шашки. Наиболее распространённые размеры: 64-клеточная (8×8) доска, аналогичная шахматной доске, и 100-клеточная (10×10), используемая для международных шашек.
Клетки, находящиеся на одной прямой линии, составляют ряд. Ряды бывают горизонтальными, вертикальными и диагональными. Доску располагают к себе так, чтобы угловое поле снизу-слева было чёрным.

## 64-клеточная

Большая дорога — чёрная сплошная,
Двойник — белая сплошная,
Тройник — чёрная пунктирная,
Косяк — белая пунктирная

На 64-клеточной доске игровыми являются 32 клетки, так как шашки могут находиться только на клетках чёрного цвета. Клетки на поле выделяют в восемь вертикальных и восемь горизонтальных рядов. Вертикальные ряды обозначаются буквами латинского алфавита от a до h, начиная с левого ряда; горизонтальные ряды обозначаются числами от 1 до 8, начиная с нижнего ряда; таким образом, любая клетка на поле обозначается буквой вертикального ряда и цифрой горизонтального ряда, на пересечении которых она находится.
Кроме вертикальных и горизонтальных рядов, на шашечной доске выделяют и диагональные ряды из полей чёрного цвета, так как шашки ходят только по диагоналям. Каждый диагональный ряд имеет своё название:
1. Большак, большая или главная диагональ (дорога) — самая длинная диагональ на поле, состоящая из 8 клеток. Располагается от клетки a1 до клетки h8.
2. Двойник — контур из четырёх диагоналей a7—b8—h2—g1—a7. Двойник состоит из собственно двойников — семиклеточных диагоналей a7—g1 (нижний двойник) и b8—h2 (верхний двойник), пересекающих главную дорогу и тройник, и так называемых двойничков — 2-клеточных диагоналей a7—b8 (верхний) и g1—h2 (нижний), соединяющих двойники.
3. Тройник — диагонали a3—f8—h6—c1—a3. В тройнике выделяют собственно тройники — шестиклеточные диагонали a3—f8 (верхний) и c1—h6 (нижний), располагающиеся по обеим сторонам от главной дороги, и тройнички — 3-клеточные диагонали a3—c1 (нижний) и f8—h6 (верхний), соединяющие тройники.
4. Косяк — диагонали a5—d8—h4—e1—a5. Состав контура: косяки — пятиклеточные диагонали a5—e1 (нижний) и d8—h4 (верхний), располагающиеся по обеим сторонам от двойника, и косячки — 4-клеточные диагонали a5—d8 (верхний) и e1—h4 (нижний), соединяющие косяки[1].

Поля в рядах 1 и 8 называются дамочными, в рядах 2 и 7 — преддамочными, в рядах a и h — бортовыми. Все небортовые и недамочные поля принадлежат двум разным диагональным рядам.
В начальной позиции шашки на полях e1 (у белых) и d8 (у чёрных) называются «золотыми»; на полях a1, h2 и h8, a7 называются слабыми или отсталыми.
Позиции на доске
- Белые
  - Левый фланг: a1, c1, b2, a3, c3.
  - Правый фланг: g1, f2, h2, g3.
  - Центр: e1, d2, e3.
- Чёрные
  - Левый фланг: h8, f8, g7, h6, f6.
  - Правый фланг: b8, c7, a7, b6.
  - Центр: d8, e7, d6.
- Общий центр доски: d4, f4, c5, e5[2].

## 100-клеточная

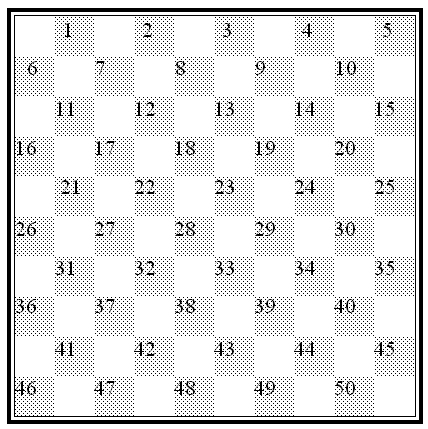
Обозначение полей на 100-клеточной доске

Чёрные клетки на 100-клеточной доске обозначаются числами от 1 до 50, начиная с верхнего ряда слева-направо.
Диагонали
1. Большак — диагональ 46—5.
2. Двойник — диагонали 6—1—45—50—6. Двойники 6—50 (нижний) и 1—45 (верхний), двойнички 6—1 (верхний) и 50—45 (нижний).
3. Тройник — диагонали 36—4—15—47—36. Тройники 36—4 (верхний) и 47—15 (нижний), тройнички 36—47 (нижний) и 4—15 (верхний)[3].

## 80-клеточная
|   | a               | b              | c  | d  | e  | f  | g  | h  | i  | j  |   |  |
| 8 | a8              | b8 белая дамка | c8 | d8 | e8 | f8 | g8 | h8 | i8 | j8 | 8 |  |
| 7 | a7              | b7             | c7 | d7 | e7 | f7 | g7 | h7 | i7 | j7 | 7 |  |
| 6 | a6              | b6             | c6 | d6 | e6 | f6 | g6 | h6 | i6 | j6 | 6 |  |
| 5 | a5              | b5             | c5 | d5 | e5 | f5 | g5 | h5 | i5 | j5 | 5 |  |
| 4 | a4              | b4             | c4 | d4 | e4 | f4 | g4 | h4 | i4 | j4 | 4 |  |
| 3 | a3              | b3             | c3 | d3 | e3 | f3 | g3 | h3 | i3 | j3 | 3 |  |
| 2 | a2              | b2             | c2 | d2 | e2 | f2 | g2 | h2 | i2 | j2 | 2 |  |
| 1 | a1 чёрная дамка | b1             | c1 | d1 | e1 | f1 | g1 | h1 | i1 | j1 | 1 |  |
|   | a               | b              | c  | d  | e  | f  | g  | h  | i  | j  |   |  |

Предложена Николаем Спанцирети для игры в шашки. Признана[кем?] актуальной разновидностью шашек с новыми возможностями.

## Галерея

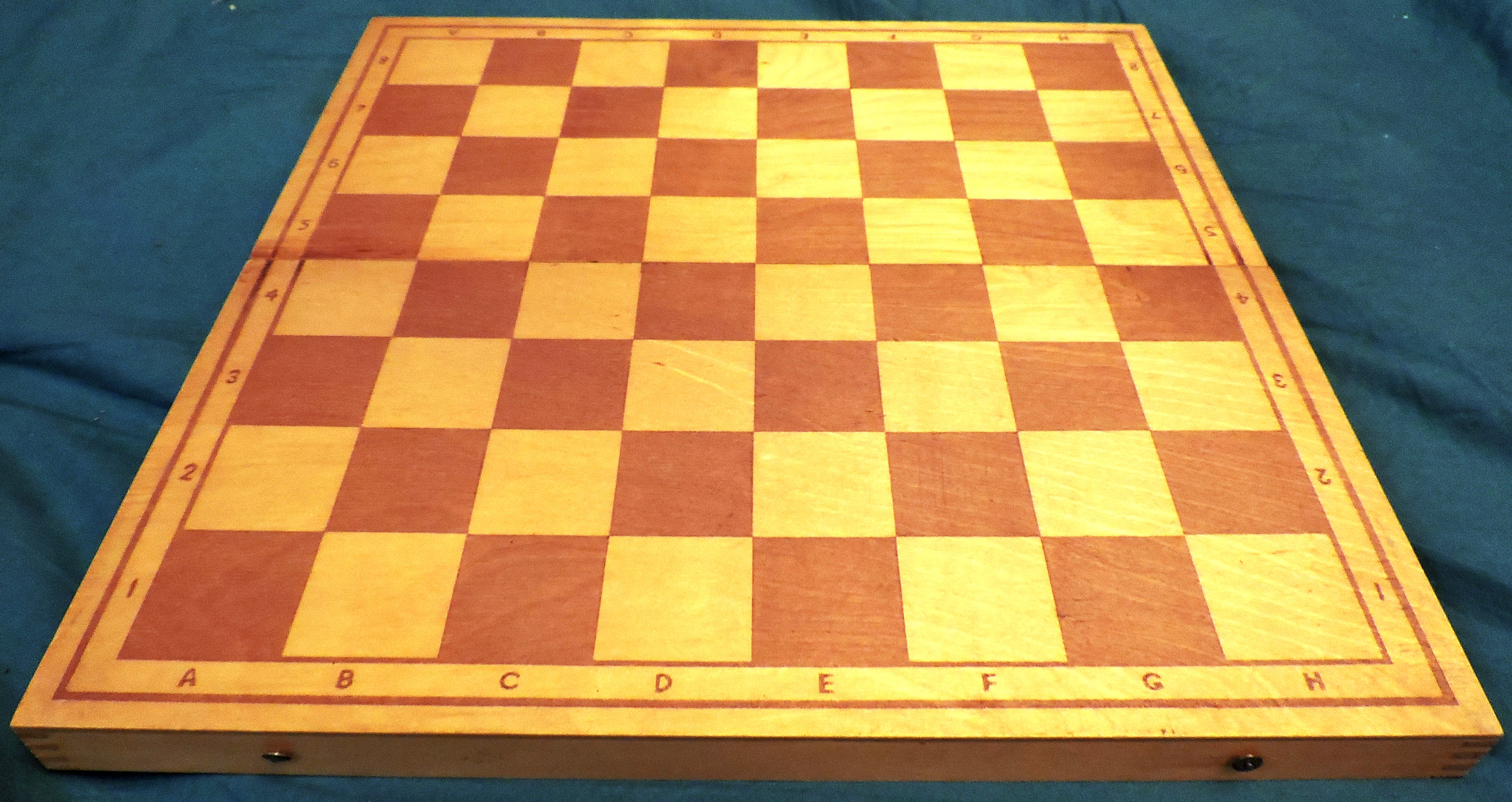
Для игры в шашки-64 часто применяется шахматная доска
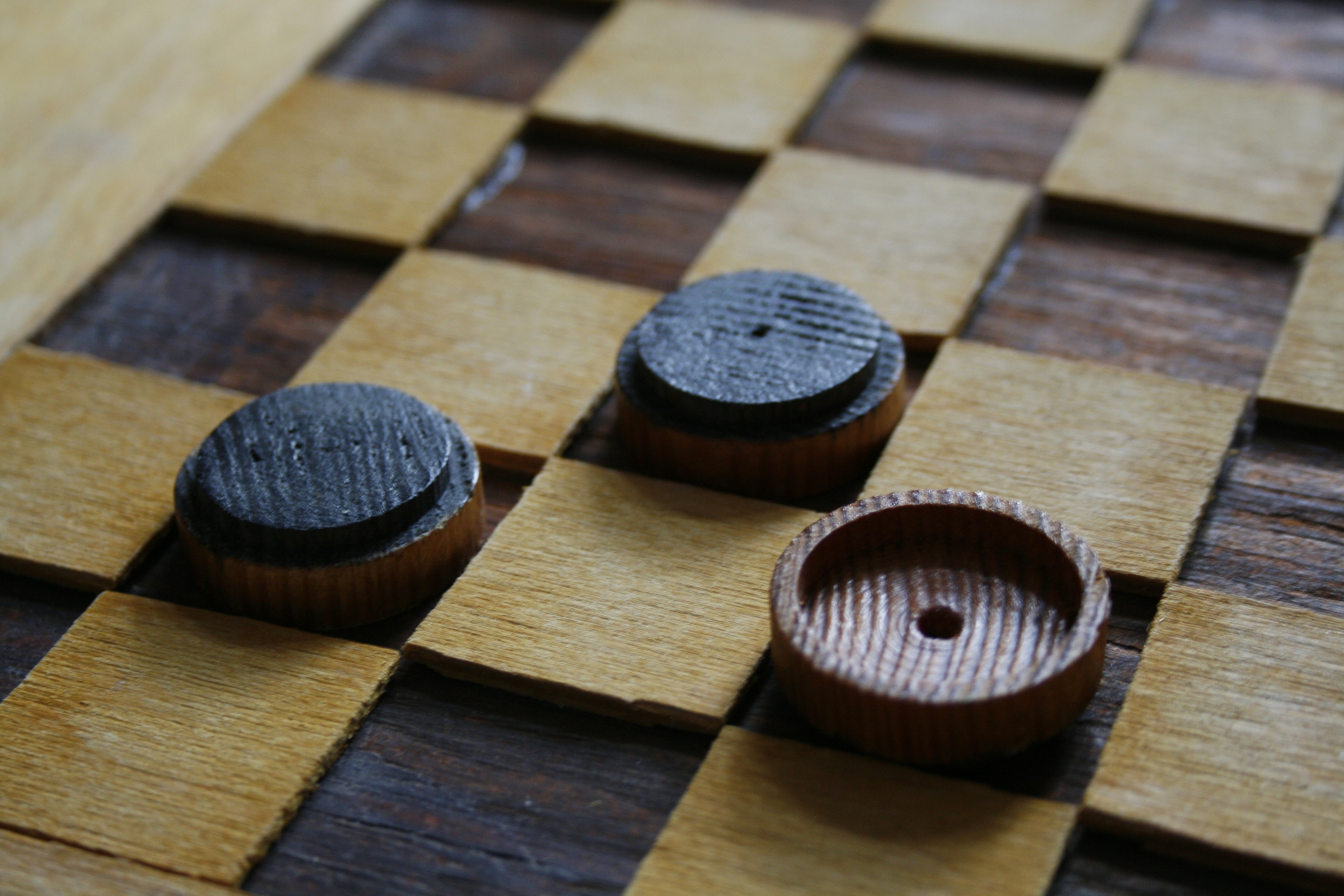
Шашечная доска для слепых